# Bulb raquidi

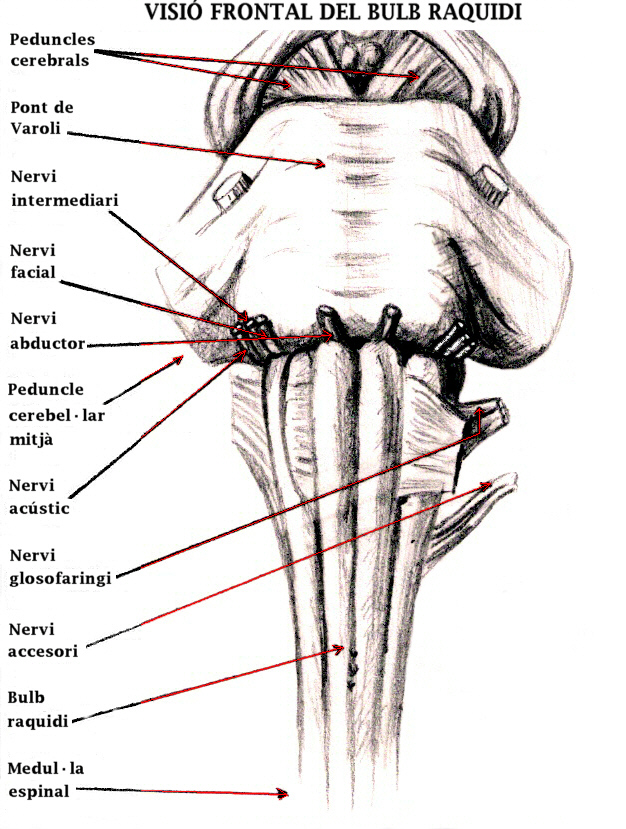
Dibuix frontal de la protuberància i el bulb raquidi

El bulb raquidi o medul·la oblonga és una estructura del romboencèfal, una vesícula primitiva del sistema nerviós central, situada per sobre de la medul·la espinal i que és pràcticament la continuació d'aquesta. És el més baix dels tres segments del tronc de l'encèfal, situant-se entre la protuberància anular i la medul·la espinal. Es distingeix bastant bé el seu límit anatòmic respecte la protuberància, observant el solc bulboprotuberancial en la cara anterior.
El bulb raquidi és una estructura molt resistent que sovint pot continuar activa per a assegurar les funcions vitals per a la supervivència (batecs del cor i respiració) fins i tot quan hi ha una aturada total del cervell, com pot ocórrer per exemple en un coma etílic. De vegades però, en el cas d'un coma etílic amb prou ingesta d'alcohol, ni tan sols el bulb és capaç de mantenir la respiració, cosa que pot causar la mort.
Controla automàticament les funcions vitals i transmet estímuls sensorials des de la medul·la espinal al cervell. En cas de lesió, causa la mort immediata per aturada cardíaca o parada respiratòria.

## Descripció
Es poden descriure dues cares: 
- Una anterior en què la línia mitjana presenta un solc longitudinal, continuació del solc anterior de la medul·la espinal, que acaba en el solc bulboprotuberancial. A banda i banda d'aquest solc s'observen dos relleus, les piràmides, que representen la via piramidal que intercanvien fibres nervioses creuant la línia mitjana i formen la decussació de les piràmides. Continuant cap a fora es troba una eminència ovoide de 15 mm de longitud per 4 mm d'ample, l'oliva bulbar, separada de la piràmide pel solc preolivar, on té el seu origen aparent el nervi hipoglòs major o XII parell cranial. Per darrere de l'oliva es troba el solc retroolivar o col·lateral anterior que separa la mateixa del cordó lateral del bulb, continuació de l'homònim de la medul·la espinal. Encara més enrere es troba el solc col·lateral posterior en el qual tenen el seu origen aparent, de dalt cap avall, els nervis glossofaringi o IX parell cranial, vague o X parell cranial i espinal o XI parell cranial.

- Una posterior que presenta un solc posterior en la línia mitjana, continuació del solc posterior medul·lar vorejat, a cada costat, pel cordó posterior, subdividit al seu torn per un petit solc paramedià en cordó de Goll (medial) o fascicle gràcil i cordó de Burdach o fascicle cuneïforme (lateral).

## Funcions

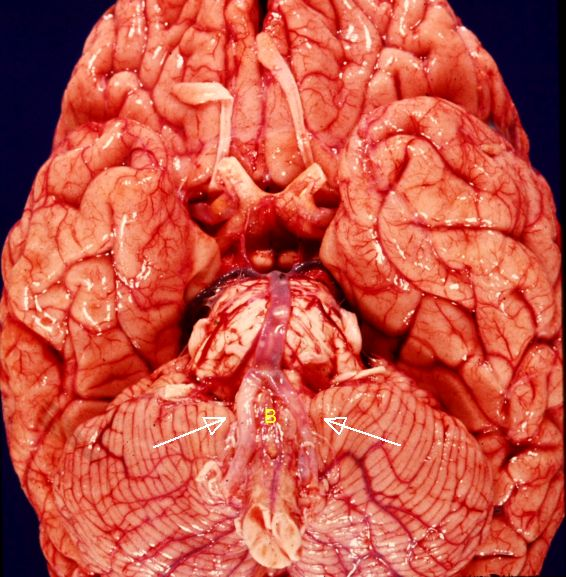
Compressió del bulb raquidi (B) per les amígdales del cerebel en un cas de traumatisme crani-encefàlic.

En el bulb raquidi hi ha nuclis que controlen automàticament, sense que hàgim de pensar conscientment a fer-ho, les funcions bàsiques vitals que es necessiten per a la supervivència: la respiració, la digestió, la regulació cardiovascular, etc.
També hi ha part d'una xarxa difosa de neurones anomenada "formació reticular" que intervé en l'atenció i el nivell de vigilància. El bulb rep informació dels sentits i permet que determinats estímuls activin l'atenció adient, ni massa baixa ni massa alta, de l'escorça del cervell per a processar i emmagatzemar nova informació.